# Haavapää
Haavapää es una localidad del municipio de Räpina, en el condado de Põlva, Estonia, con una población censada a final del año 2011 de 12 habitantes. 
Se encuentra ubicada al este del condado, cerca del lago Peipus y de la frontera con el condado de Võru y con Rusia.